# Pero de Armea
Pero de Armea (fl. XII-XIII secolo) è stato un trovatore galiziano della metà del XIII secolo.
Si sa che mantenne relazioni con Pero Garcia de Ambroa. È autore di diciotto componimenti poetici: tredici cantigas de amor, una cantiga de escarnio e quattro cantigas de amigo. 